# Ipotesi sulla scomparsa di un fisico atomico
Ipotesi sulla scomparsa di un fisico atomico è un  film per la televisione del 1972, diretto da Leandro Castellani, basato sulla vicenda della scomparsa del fisico Ettore Majorana.

## Trama
Il 25 marzo del 1938 Ettore Majorana scompare dopo essere stato visto salire su un traghetto in partenza da Napoli con destinazione Palermo, lasciando solo due lettere, indirizzate una alla famiglia ed un'altra ad un collega di studi, nelle quali è contenuta una apparente volontà di scomparire. A quarant'anni di distanza una studentessa di fisica si interroga sulla sua sparizione.